# Лінк (персонаж)
Лінк — вигаданий персонаж та основний протагоніст у серії відеоігор The Legend of Zelda від Nintendo. Створений Сігеру Міямото.
Лінк — хлопчик з ельфо-подібної раси Hylian (яп. ハイリア族, Хайріа-дзоку) з вигаданої Королівства Хайрул. Його вік з гри в гру варіюється від хлопчика до підлітка і навіть юнака, також володіє Трайфорсом мужності. Існує багато втілень Лінка, кожне з яких володіє духом героя, а деякі з них також є кровними. Їх обирають Богині для захисту землі від зла, коли це вважається необхідним. Їм часто потрібно пройти ряд випробувань, щоб перерости в обраного героя.
У більшості ігор франшизи «The Legend of Zelda» їхні пригоди відбуваються в Королівстві Хайрул, подорожуючи по землі, збираючи важливі предмети та перемагаючи широке розмаїття ворогів, намагаючись врятувати і принцесу Зельду, і її королівство від кладок Ганона чи інших лиходіїв. Щоб перемогти, Лінк зазвичай використовує свій «Легендарний меч» (його ще називають «Меч, що запечатує темряву») або іншу подібну легендарну зброю, яку він отримує після проходження випробувань та у битвах. Також нерідко він використовує знайдені магічні чи звичайні предмети (наприклад, музичні інструменти).